# Messaging Layer Security
Messaging Layer Security (MLS) ist eine Sicherheitsschicht für die Ende-zu-Ende-Verschlüsselung von Nachrichten in kleinen und großen Gruppen. Es wird von der IETF MLS-Arbeitsgruppe entwickelt, mit den Zielen, effizient, praktisch und sicher zu sein.
Der SMS-Nachfolger Rich Communication Services (RCS) setzt MLS ein mit der im März 2025 veröffentlichten Protokollversion RCS Universal Profile 3.0. Für die Interoperabilität zwischen verschiedenen Plattformen hat Apple angekündigt, es in iOS 19 zu unterstützen.

## Geschichte
Die Idee der Standardisierung wurde 2016 geboren und erstmals in einem inoffiziellen Treffen während der IETF 96 in Berlin mit Teilnehmern von Wire, Mozilla und Cisco diskutiert.
Erste Ideen basierten auf der paarweisen Verschlüsselung für eine sichere 1:1- und Gruppenkommunikation. Im Jahr 2017 wurde von der University of Oxford eine wissenschaftliche Arbeit zur Einführung von Asynchronous Ratcheting Trees veröffentlicht, die den Schwerpunkt auf effizientere Verschlüsselungsverfahren legt.
Der erste BoF fand im Februar 2018 im IETF 101 in London statt. Die Gründungsmitglieder waren Mozilla, Facebook, Wire, Google, Twitter, University of Oxford und INRIA.
Mit OpenMLS gibt es eine Referenz-Implementierung in Rust.

## Sicherheitseigenschaften
Die folgenden Sicherheitseigenschaften werden in der Charter von MLS erwähnt:
Nachrichtenvertraulichkeit
Nachrichten können nur von Mitgliedern der Gruppe gelesen werden.
Nachrichtenintegrität und -authentifizierung
Jede Nachricht wurde von einem authentifizierten Absender gesendet und wurde nicht manipuliert.
Mitgliedschaftsauthentifizierung
Jeder Teilnehmer kann die Mitgliederliste in der Gruppe überprüfen.
Asynchronität
Schlüssel können erstellt werden, ohne dass zwei Teilnehmer gleichzeitig online sind.
Forward Secrecy
Die vollständige Kompromittierung eines Knotens zu einem bestimmten Zeitpunkt offenbart keine vergangenen Nachrichten, die innerhalb der Gruppe gesendet wurden.
Post-compromise Security
Die vollständige Kompromittierung eines Knotens zu einem bestimmten Zeitpunkt offenbart keine zukünftigen Nachrichten, die innerhalb der Gruppe gesendet werden.
Skalierbarkeit
Der Ressourcenbedarf skaliert gut mit der Gruppengröße (vorzugsweise sublinear).

## Implementierungen
- OpenMLS. github – Programmiersprache: Rust, Lizenz: MIT, Maintainer: Phoenix R&D und Cryspen
- MLS++. github – Programmiersprache: C++, Lizenz: BSD-2, Maintainer: Cisco

## Normen und Standards
- RFC: 9420 – The Messaging Layer Security (MLS) Protocol. März 2023 (englisch).